# Falcatula
Falcatula este un gen de molii din familia Sphingidae. 

## Specii
- Falcatula cymatodes - Rothchild & Jordan 1912
- Falcatula falcatus - (Rothschild & Jordan, 1903)
- Falcatula penumbra - (Clark 1936)
- Falcatula svaricki - Haxaire & Melichar, 2008
- Falcatula tamsi - Carcasson 1968